# Roots – Das Geschenk der Freiheit
Roots – das Geschenk der Freiheit ist ein US-amerikanischer Fernsehfilm aus dem Jahr 1988. Es ist die zweite Fortsetzung der erfolgreichen Miniserie Roots, in der die Familiengeschichte von Alex Haley erzählt wurde. Anders als die erste Fortsetzung Roots – Die nächsten Generationen erzählt der Film seine Handlung chronologisch vor dem in der Originalserie gezeigten Schicksal des Kunta Kinte.

## Handlung
Der Schwarze Cletus Moyer lebt in Freiheit im Norden der britischen Kolonien. Im Untergrund arbeitet er als Fluchthelfer für Sklaven aus dem Süden. An Weihnachten 1775 wird er in Virginia von Sklavenjägern gestellt und gefangen genommen. Um eine Gruppe entflohener Sklaven nicht zu gefährden, bittet er die zu der Gruppe gehörenden Sklaven Kunta Kinte und Fiddler, sein Werk fortzusetzen. Kunta will unbedingt helfen und selbst entkommen, aber Fiddler zeigt sich ängstlich und zögert. Nach einem erfolglosen Aufstand werden Moyer und zwei Sklaven gehängt, was Fiddler dazu veranlasst, Kunta zu helfen, die entlaufenen Sklaven in die Freiheit zu führen. Dies gelingt auch, jedoch bleiben Kunta und Fiddler bei der entscheidenden Flussüberquerung zurück und beschließen, auf ihre Farm zurückzukehren, bevor beider Flucht entdeckt wird. Dennoch sind sie zufrieden, einer Gruppe von Leidensgenossen die Freiheit geschenkt zu haben.

## Besetzung
LeVar Burton und Louis Gossett Jr. nahmen für diesen Film ihre Rollen des Kunta Kinte und des Fiddler wieder auf, die beide bereits in der ersten Serie 1977 verkörpert hatten. Burton war 1987/88 gerade in der Rolle des Geordi La Forge in der Serie Raumschiff Enterprise – Das nächste Jahrhundert international bekannt geworden. Mit Avery Brooks, Kate Mulgrew und Tim Russ wirken drei weitere Darsteller an dem Film mit, die später Hauptrollen in Star-Trek-Serien übernahmen. Avery Brooks hatte bereits ein Jahr zuvor in Onkel Toms Hütte die Rolle des Sklaven Onkel Tom verkörpert.

## Veröffentlichung
Der Film hatte seine Erstausstrahlung am 11. Dezember 1988 in den Vereinigten Staaten.

## Kritiken
Die L.A. Times schrieb 1988 anlässlich der bevorstehenden Erstausstrahlung, der als Weihnachts-Special angelegte Film sei „ein enttäuschendes Paket“. Der Bezug zu Weihnachten sei gekünstelt und lenkt von den klaren Linien dessen ab, was ansonsten eine mitreißende Geschichte über eine Sklavenflucht gewesen wäre. LeVar Burton und Louis Gossett Jr. behaupten sich in ihren Rollen als Kunta und Fiddler, fügen diesen aber keine neuen Aspekte hinzu. Unter den neu hinzugekommenen Charakteren glänze Avery Brooks als befreiter Sklave, der anderen bei der Flucht hilft.
Der Filmdienst urteilte: „Durchschnittliche Fernsehverfilmung der Vorgeschichte zu Alex Haleys Südstaatendrama.“
TV Spielfilm befand, „die Fortsetzung der Erfolgsserie wirkt trotz LeVar Burton nur wie ein etwas müder Nachklapp.“ Dies sei „nur für Fans vielleicht noch von Interesse“.